# Sant Martí de Cassà de Pelràs
Sant Martí és un edifici religiós al nucli de Caçà de Pelràs (Baix Empordà) catalogat a l'Inventari del Patrimoni Arquitectònic de Catalunya.

## Arquitectura

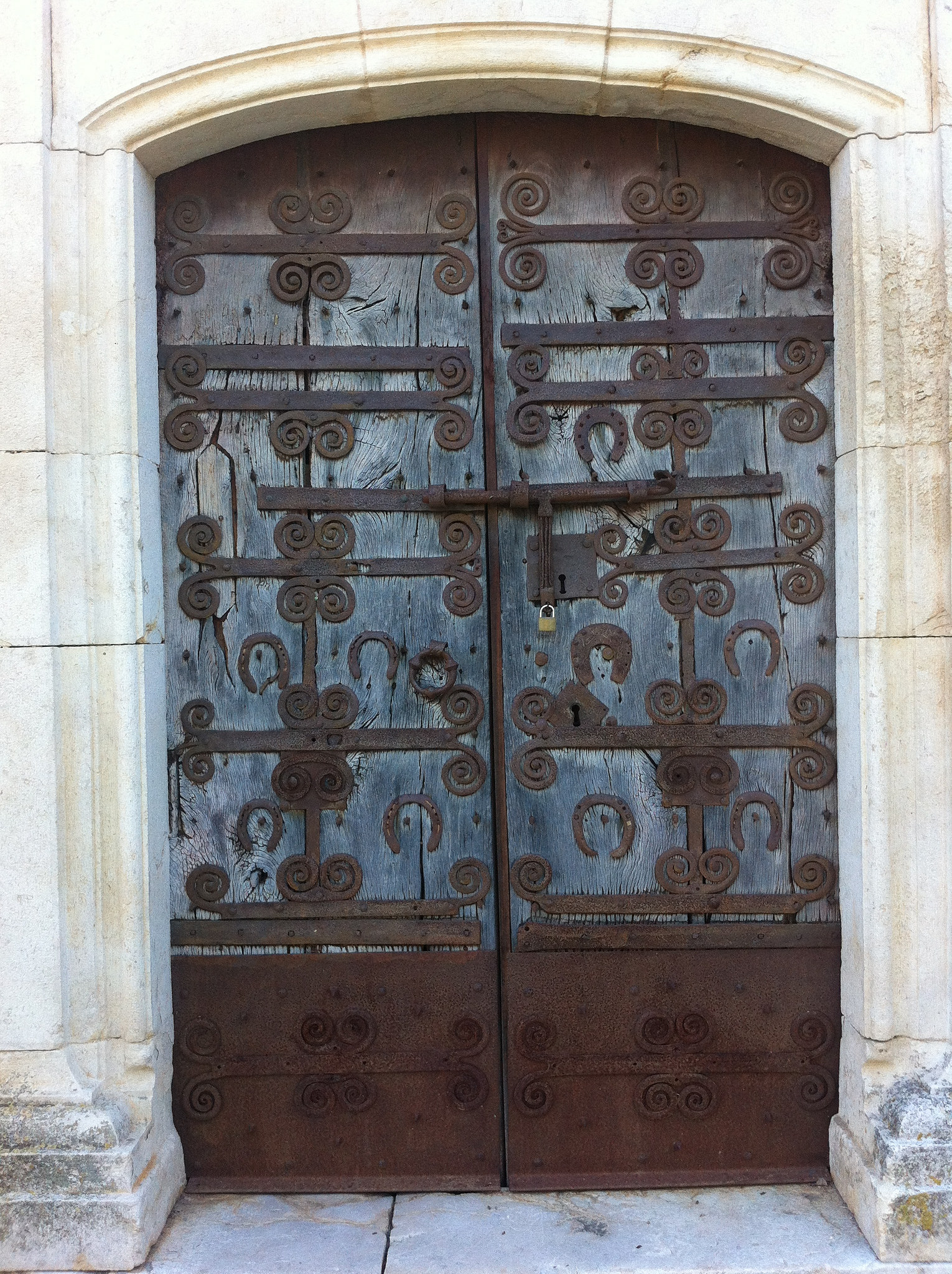
Porta de l'església de Sant Martí

Església romànica d'una nau i absis semicircular. La nau posseeix volta apuntada i seguida i l'arc triomfal també és apuntat. A la capçalera es conserva la finestra de doble biaix; el parament és de carreus ben escairats. La porta primitiva, al mur meridional, d'arc de mig punt, és aparedada.
A les reformes post-medievals del temple hi corresponen les obertures del frontis- portada barroca i rosetó-, el campanar, les capelles laterals, la sagristia i el terrabastall construït damunt els murs perimetrals de l'edifici medieval. En una finestra d'aquest terrabastall, sobre l'absis, hi ha gravat a la llinda l'any 1735 i en una finestra de la sagristia el 1736. o bé 1756.
Es tracta d'una creu de pedra col·locada a la façana septentrional del casal de la rectoria, situat a pocs metres a migdia de l'església parroquial. És situada a bona altura, sobre una grossa mènsula de pedra encastada al mur de la casa. Els braços de la creu presenten un acabament romboïdal. A la cara de llevant hi és representat el Crucificat, mentre a ponent hi veiem la Verge amb l'Infant al braç esquerre i amb una testa alada d'angelot com a peanya. Les figures, en baix relleu, són de mida força reduïda; la part restant dels braços de la creu, en ambdós costats, són ocupats per relleus de fullatge. A la part frontal de la mènsula hi ha gravat l'any 1589 i a la seva cara de ponent aquesta inscripció: BERNAD MASC / AROS RECTOR. O bé: BERNAD MASO / AROS RECTOR.
L'edifici de l'antiga rectoria, de dues plantes, presenta elements de la mateixa època que la creu: dues plantes, obertures de pedra escairada, algunes amb llindes sobre mènsules.

## Història
La segona meitat del segle xii Arnau de Llers, havia reunit els dominis del seu pare Guillem de Cervià (la baronia de Púbol amb dominis a Bordils, Juià, la Pera i Caçà de Pelràs) i la baronia de Llers per part de la seva mare. L'any 1160 Arnau es veié obligat a restituir nou esglésies dels seus dominis al bisbe de Girona, confessant que les havia usurpat. L'any 1209 hi ha una altra evacuació per part d'Arnau de Llers al bisbe Arnau de Creixell, en el mateix sentit; aquesta vegada, entre les esglésies usurpades, s'hi esmenta la de Sancti Martini de Caciano de Piloraso.
També des del segle xiii aquest temple és citat com a parroquial.